# 昴宿六
昴宿六（η Tau/金牛座η）西方星名為Alcyone，是一个在金牛座的聚星系统。距离太阳大约440光年，為昴宿星團中最明亮的一顆恆星，该星团很年轻，年龄大约1亿年。还有数颗暗淡的恒星很靠近昴宿六，很可能都是星团的成员。

## 神话
西方星名Alcyone是由希腊神话来的，即阿尔克俄涅，她是阿特拉斯和普勒俄涅的七个女儿之一。

## 恒星系统
双星和聚星星表列出了它的3个伴星：B是金牛座24，视星等6.28的A0主序星，距离117"；C是金牛座V647，是盾牌座δ型变星；D是视星等9.15的F3主序星。金牛座V647的变光幅度在+8.25到+8.30，周期1.13小时。
华盛顿双星目录列出了4个更暗的伴星，全都在11等以下，另外也表示伴星D本身也是个联星，2个几乎一样的成员分离0.30"。
主星，昴宿六A，包含了3个成员，最亮的是蓝白色的B型巨星，和其他昴星团的亮星相似。视星等+2.87（绝对星等-2.8），将近9太阳半径。大约13,000K的表面温度使他有2100倍太阳光度。光谱类型B7IIIe代表在光谱里有发射线。像众多的Be星,昴宿六A自转速度是很高的149km/s，造成了环绕恒星赤道气体盘。
最近的伴星质量非常低，并且距离小于1毫角秒，轨道周期可能略大于4天。另外一个恒星大约有蓝巨星质量的一半，分离0.031角秒，大约是太阳到木星的距离，轨道周期大约830天。

## 外部連結
- Alcyone and the Pleiades （页面存档备份，存于）
- Alcyone